# جنگجویان کیوگانگ
جنگجویان کیوگانگ، فیلم مستند ۳۹ دقیقه‌ای است که داستان روستای چینی چیوگانگ (با جمعیت حدود ۱۹۰۰ نفر در سال ۲۰۱۰) را روایت می‌کند؛ این روستا در حومهٔ شهر بنگبو در استان آن‌هوی در مرکز شرق چین قرار دارد. این مستند، ماجرای گروهی از روستاییان چینی را به تصویر می‌کشد که موفق شدند به آلودگی زمین و آب‌هایشان توسط سه کارخانهٔ شیمیایی، که بدترین آن‌ها کارخانهٔ شیمیایی «جیوکایلو» بود، پایان دهند.
این فیلم به کارگردانی روبی یانگ و تهیه‌کنندگی توماس لنون ساخته شد که هر دو برنده جوایز اسکار شدند. گوان شین نیز تهیه‌کننده میدانی و فیلم‌بردار این مستند بود. این مستند در بخش «جایزه اسکار بهترین فیلم مستند کوتاه» نامزد دریافت جایزه اسکار شد، اما جایزه به فیلم فیلم «دیگر غریبه‌ها نه» واگذار شد.

## خلاصه داستان
فیلم با نمایی از یک کارخانهٔ بزرگ آلاینده که ظاهراً قدیمی و فرسوده است آغاز می‌شود. یکی از ساکنان محلی توضیح می‌دهد که چگونه اهالی روستا از تخریب و آلودگی زادگاهشان ناراحت‌اند. مقام‌های دولتی و بازرگانان ثروتمند، روستا را مجبور کرده‌اند که میزبان چند کارخانهٔ آلاینده، از جمله بزرگ‌ترین آن‌ها یعنی کارخانهٔ جیوکایلو، باشد.
فعالان محیط زیستی محلی از سازمان «آن‌هویی سبز» با ساکنان مصاحبه می‌کنند تا اثرات آلودگی را بررسی کنند. آن‌ها متوجه می‌شوند که با وجود خواستهٔ همه برای محیطی پاک، کسی جرئت اقدام نخست را ندارد. میزان ابتلا به سرطان بالا رفته، زمین‌های کشاورزی آلوده‌اند، و جمعیت ماهیان به‌دلیل آلودگی آب‌ها کاهش یافته است.
ساکنان ادعا می‌کنند که بازرسان و مسئولان محلی رشوه می‌گیرند یا عمداً در بازدیدها گمراه می‌شوند؛ مثلاً با توقف موقت تولید، رهاسازی آب پاک قبل از بازرسی، پوشاندن محل‌های آلوده و تخلیهٔ زباله‌های شیمیایی در شب. ریش‌سفیدان روستا مبالغی از مدیران کارخانه‌ها دریافت می‌کنند و همین باعث شده مردم از ابراز اعتراض بترسند.
برخی اهالی علیه شرکت‌های شیمیایی شکایت کرده‌اند، اما ناموفق بوده‌اند. بیشتر روستاییان سواد خواندن و نوشتن ندارند و توانایی مالی برای پیگیری قانونی جدی ندارند. تنها یکی از ساکنان به نام ژانگ گونگ‌لی، خودش قانون چین را یادگرفته و در سال‌های ۲۰۰۴ و ۲۰۰۵ شکایت کرد، ولی هر دو بار شکست خورد.
۴۰ کودک مدرسه‌ای نامه‌هایی به ادارهٔ حفاظت محیط زیست نوشتند که انشای آن‌ها در روزنامه‌ها منتشر شد و بازتاب ملی یافت. مسئولان سپس کارخانه‌ها را ملزم کردند تا قبل از شروع دوباره تولید، فاضلاب خود را تصفیه کنند. هرچند قوانین محیط زیستی در چین وجود دارند، اما اجرای آن‌ها عمدتاً به نهادهای محلی واگذار شده که معمولاً بی‌اثر عمل می‌کنند. ساکنان می‌گویند اطلاع دادن به بازرسان ممکن است به بازداشت خودشان منجر شود.
ریش‌سفیدان روستا مردم را گرد هم آوردند تا طوماری برای جابه‌جایی کارخانه‌ها امضا کنند. ۱۸۰۱ نفر از ۱۸۷۶ نفر آن را امضا کردند. با این حال، در حین جمع‌آوری امضا، تهدید به مرگ علیه رهبران محلی صورت گرفت. طومار در سطح محلی شکست خورد. ژانگ و یکی از اعضای «آن‌هویی سبز» به پکن رفتند تا طومار را به مسئولان ملی ارائه دهند. در پکن، دیگر روستاییانی نیز دیده می‌شوند که با همان تهدیدها و شکست‌های حقوقی مواجه بوده‌اند.
پس از بازگشت، روشن می‌شود که سفر ژانگ فشارهایی از سوی مقامات مرکزی وارد کرده است. نماینده‌ای از کارخانه وعده می‌دهد که روش‌های کارخانه در حال تغییر است و قطعات جدیدی در راه‌اند. با این حال، ژانگ همچنان تخلفات جدیدی پیدا می‌کند. دولت محلی اما به کارخانه مجوز کامل فعالیت می‌دهد، که باعث اعتراض و درگیری تازه‌ای می‌شود.
روستاییان برخواستهٔ خود پافشاری می‌کنند. در سال ۲۰۰۸، تیم‌های تلویزیونی و خبرنگاران تخلفات کارخانه را علنی می‌کنند. آب و برق کارخانه قطع می‌شود و در نهایت، جیوکایلو مجبور به انتقال به پارک صنعتی می‌شود. هرچند محیط روستا تا حدی بهبود یافته، اما آثار بلندمدت باقی مانده‌اند. اکنون هر یک از روستاییان قصد دارند از کارخانه جیوکایلو به‌دلیل آلودگی محیط زیست، شکایت کنند.

## اعضای تولید
| کارگردان             | روبی یانگ             |
| نویسنده              | توماس لنون            |
| تولیدکنندگان         | روبی یانگ، توماس لنون |
| انیمیشن‌ها و گرافیک‌ها | قورباغه کوی           |
| موسیقی               | برایان کین            |
| فیلمبرداری           | گوان شین              |
| تدوین فیلم           | روبی یانگ             |
| محقق                 | آگای کائو             |